# Chiloscyphus valdiviensis
Chiloscyphus valdiviensis là một loài Rêu trong họ Lophocoleaceae. Loài này được Mont. mô tả khoa học đầu tiên năm 1845.